# Oedignatha adhartali
Espèce
Synonymes
- Castianeira adhartali Gajbe, 2003

Oedignatha adhartali est une espèce d'araignées aranéomorphes de la famille des Liocranidae.

## Distribution
Cette espèce est endémique du Madhya Pradesh en Inde,.

## Description
La femelle holotype mesure 7,3 mm.

## Étymologie
Son nom d'espèce lui a été donné en référence au lieu de sa découverte, Adhartal.

## Systématique et taxinomie
Cette espèce a été décrite sous le protonyme Castianeira adhartali par Gajbe en 2003. Elle est placée dans le genre Oedignatha par Sankaran, Caleb et Sebastian en 2019.

## Publication originale
- Gajbe, 2003 : Description of a new species of spider of the genus Castianeira Keyserling (Araneae: Clubionidae) from Madhya Pradesh. Zoo's Print Journal, vol. 18, p. 1034-1036.